# پیتر فیتز
پیتر فیتز (۸ اوت ۱۹۳۱–۱۰ ژانویه ۲۰۱۳) بازیگر تئاتر و سینمای آلمانی بود. وی از سال ۱۹۵۴ تا ۲۰۱۲ در بیش از صد فیلم ایفای نقش کرده‌است.

## گزیدهٔ فیلم‌شناسی
| سال  | عنوان                | نقش | یادداشت   |
| ---- | -------------------- | --- | --------- |
| ۱۹۸۱ | مردی در لباس خواب    |     |           |
| ۱۹۸۴ | کنفرانس وانزه        |     | تلویزیونی |
| ۱۹۸۷ | خداحافظ بچه‌ها        |     |           |
| ۱۹۹۳ | فقط یک وظیفه است     |     |           |
| ۱۹۹۸ | ۲۳                   |     |           |
| ۲۰۰۱ | هارمونی‌های ورکمایستر |     |           |
| ۲۰۰۴ | بی صدا               |     |           |
| ۲۰۰۴ | ستاره لارا           |     |           |